# خورخي باتل
جورج باتل إيبانيز (بالإسبانية: Jorge Batlle Ibáñez) (ولد في 25 أكتوبر 1927 - 25 أكتوبر 2016) رئيس سابق لجمهورية أوروغواي.

## روابط خارجية
- خورخي باتل على موقع مونزينجر (الألمانية)
- خورخي باتل على موقع إن إن دي بي (الإنجليزية)